# 清須市立星の宮小学校
清須市立星の宮小学校（きよすしりつほしのみやしょうがっこう）は、愛知県清須市阿原にある公立小学校。

## 概要
- 校区は阿原、助七（JR東海道本線以北の地域）、寺野（JR東海道本線以北の地域）であり、公立中学校に進む場合は清須市立新川中学校に進学する[1]。

## 沿革
- 1974年（昭和49年）4月 - 新川町立新川小学校から分離し、新川町立新川第二小学校として開校。
- 1990年（平成2年）4月 - 新川町立星の宮小学校に改称する。
- 2005年（平成17年）7月7日 - 西春日井郡西枇杷島町、清洲町、新川町が合併し、清須市が発足。同時に清須市立星の宮小学校に改称する。

## 交通アクセス
- JR東海交通事業城北線尾張星の宮駅下車、徒歩約8分。
- きよすあしがるバスオレンジルート「カルチバ新川」バス停より徒歩約3分。

## 周辺施設
- 愛知県立新川高等学校
- 清須市新川地域文化広場（通称：カルチバ新川）
- キリンビール名古屋工場
- ロイヤルプロ清須店
- ケーズデンキ清須店
- JR東海交通事業城北線尾張星の宮駅